# Puerto Murta
Bahía Murta o también conocido como Puerto Murta es un pueblo de Chile, clasificado como caserío, que se ubica junto a la ribera norte del Lago General Carrera, próximo a la desembocadura del río Murta. Depende administrativamente de la comuna de Río Ibáñez en la Provincia General Carrera de la Región de Aysén.

## Historia
Este asentamiento se ubicaba en la actual localidad de Murta Viejo, entre los ríos Engaño y Murta, a inicios del siglo XX.
En las décadas de 1960 y 1970 se presentaron grandes crecidas del río Engaño, lo que obligó al traslado paulatino de esta localidad hasta la bahía actual. En el año 1978 una crecida del río y un aluvión destruyeron gran parte del antiguo asentamiento. Con la apertura de la Ruta-7 o también llamada Carretera Austral la localidad pudo conectarse vía terrestre.

## Economía local
Bahía Murta basa su economía en la actividad ganadera bovina y en los últimos años se han incorporado la actividad turística y la artesanía.
Uno de sus atractivos es la muestra museográfica Lucio González con objetos de los esforzados colonos que llegaron al actual Murta Viejo.
En Murta Viejo es posible observar la Capilla de Tejuelas, construida en la década de los cincuente y que sobrevivió a la avalancha de 1978.

## Conectividad y transporte
En esta localidad posee conectividad aérea a través del Aeródromo Río Murta, el cual se ubica en las inmediaciones del poblado.

## Medios de comunicación

### Radioemisoras

#### FM
- 93.9 MHz - Radio Integración Austral

Radios Online
- Radio Integración Austral

### Televisión

#### TDT
Canales de televisión en señal abierta digital (TVD) con dial definitivo, aunque sin iniciar las transmisiones en el sector, las cuales son:
- 13.1 - Canal 13 HD
- 13.2 - T13 En Vivo
- 13.31 - Canal 13 One Seg